# 复序橐吾
复序橐吾（学名：Ligularia jaluensis），又名东北熊疏（长白山），是菊科橐吾属的植物。

## 特點
分布在俄罗斯以及中国大陆的东北等地，生长于海拔450米至1,000米的地区，一般生于草甸子和林缘，目前尚未由人工引种栽培。